# 29208 Галоренц
29208 Галоренц (29208 Halorentz) — астероїд головного поясу, відкритий 9 вересня 1991 року.
Тіссеранів параметр щодо Юпітера — 3,608.